# 帕利塞德 (内华达州)
帕利塞德（Palisade）位于美国西部内华达州东北部的尤里卡县。它位于卡林以南约10英里（16），埃尔科西南约33英里（53）。虽然帕利塞德现在几乎是一个鬼城，但在横贯大陆铁路（太平洋铁路）的建成之后，该镇曾有过辉煌的历史。该镇得名于帕利塞德峡谷（也称为“12英里”和“10英里峡谷”），是一处位于西部的铁路建设和运营的重要障碍。

## 历史
帕利塞德社区于1868年建立，当时该地是中央太平洋铁路的一个车站。它很快发展成为Mineral Hill、Hamilton Eureka和其他内华达州东部采矿营地的交通枢纽。1870年5月在帕利塞德建立了一个邮局。1874年尤里卡至帕利塞德铁路在这里建立后，帕利塞德的人口急剧增加。建造了房屋和商业商店，到19世纪70年代末，该镇拥有多家酒店、沙龙、其他商业和住宅。镇上建了一所学校，还有两座教堂。当地人口达到600人。
19世纪70年代初，帕利塞德发生了一场精心策划的骗局，可能是为了促进旅游业。据说，每当火车到达时，居民们就会上演猖獗的枪战和银行抢劫。除了居民外，没有人知道这场骗局，几年后，这种作秀的手法就消失了。事实上，帕利塞德的犯罪率很低，而且该镇没有治安官。
到1882年，该镇有了一个新的火车站和电报局。1885年后，尤里卡煤矿资源枯竭，商业列车活动也随之衰落。随着铁路的衰落和随之而来的失业，城里的人开始搬离。1908年，修建了第三条铁路西太平洋铁路，将人员和货物运往到内华达州北部。1910年，洪水摧毁了该镇的大部分地区，并损坏了所有三条铁路线。1910年的洪水过后，这座城镇再也没有恢复。
帕利塞德邮局于1961年停用。
自20世纪20年代以来，该镇归亚特兰大商人约翰·塞克斯顿的亲戚所有，他于2005年4月26日在旧金山拍卖了整个小镇。该镇以15万美元的价格卖给了一位身份不明的竞拍者。塞克斯顿已经35年没有去过帕利塞德了，他说他卖掉这个小镇是为了给女儿筹集大学学费。

## 图库

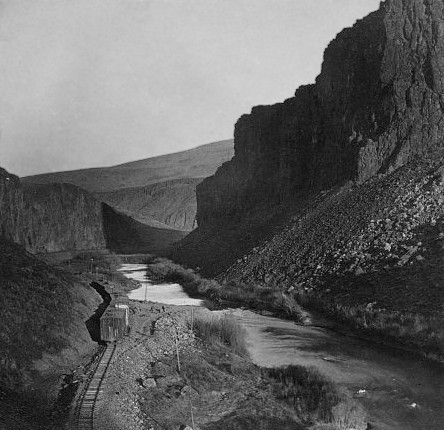
1868年，修建横贯大陆铁路时期的帕利塞德峡谷
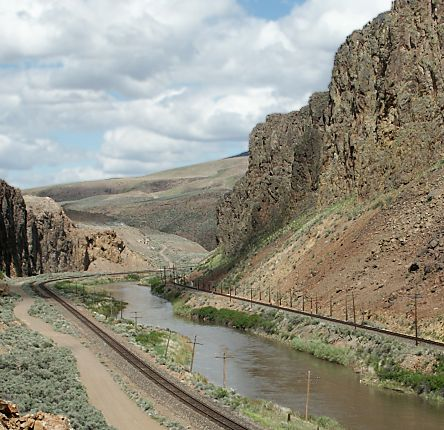
140年后的同一地点，位于帕利塞德东北部
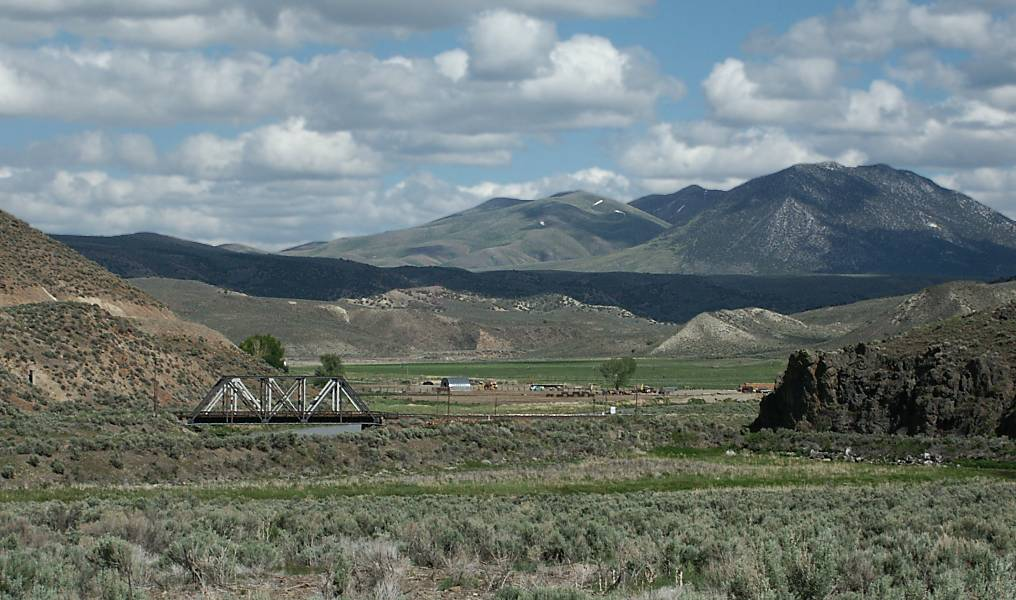
从帕利塞德望向东南方的松岭（Pine Mountain）
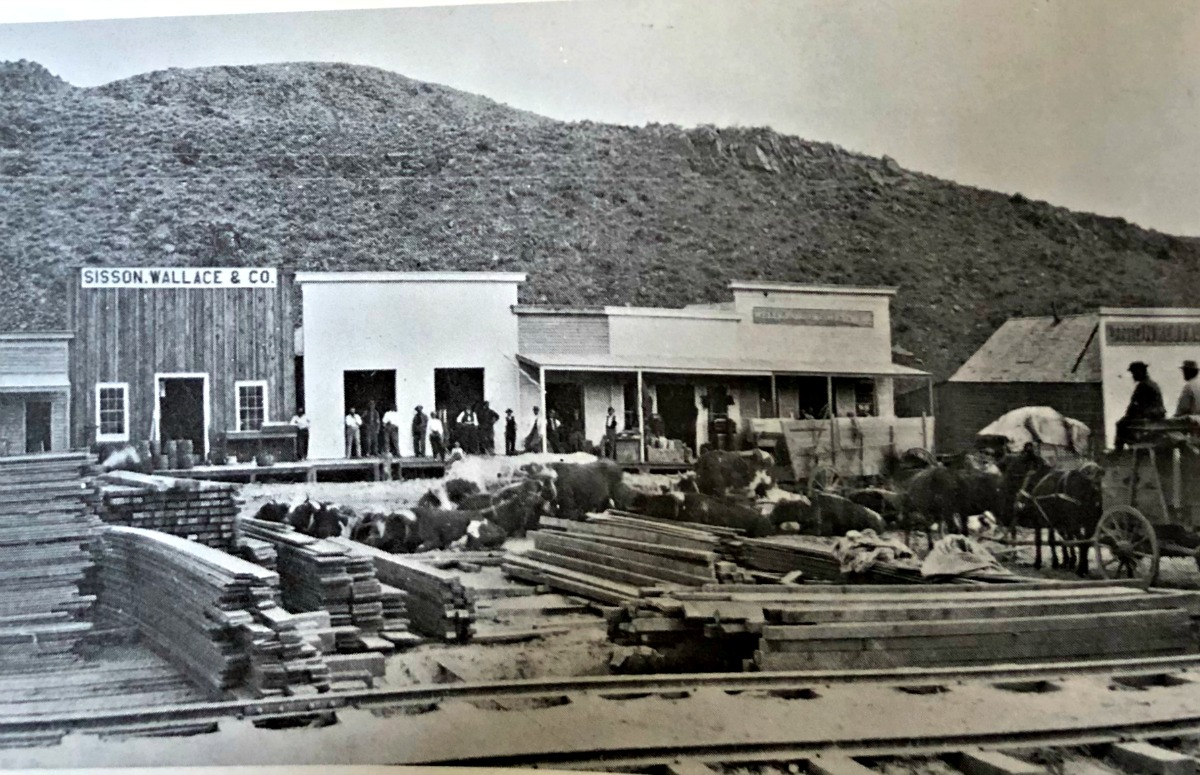
帕利塞德, 1870s
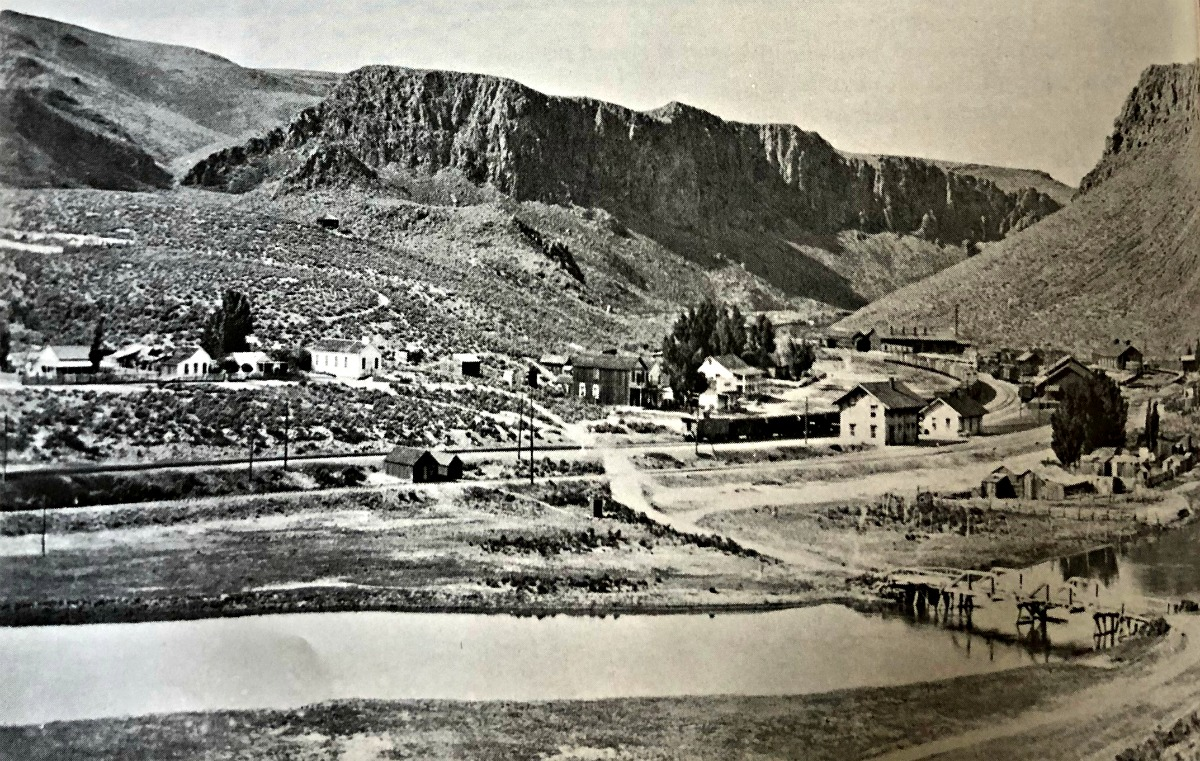
帕利塞德, 1880s